# Gilbertiodendron splendidum
Gilbertiodendron splendidum é uma espécie vegetal da família Fabaceae.
Pode ser encontrada nos seguintes países: Costa do Marfim, Gana e Serra Leoa.
Está ameaçada por perda de habitat.